# Нервандер, Эмиль
Эмиль Фредрик Нервандер (фин. Emil Nervander; 16 ноября 1840, Гельсингфорс, Великое княжество Финляндское, Российская империя (ныне Хельсинки — 27 января 1914, Пори) — финский прозаик, поэт, журналист, редактор.

## Биография
Сын физика, астронома, поэта Йогана Якоба Нервандера, лауреата Демидовской премии (1848, посмертно), члена-корреспондента Императорской Санкт-Петербургской академии наук.
С 1858 года изучал естественные науки, затем — историю искусства в университете Хельсинки. В 1869 году получил степень бакалавра.
В 1868—1873 годах, в качестве журналиста писал художественные и театральные рецензии для газеты Hufvudstadsbladet.
В 1874—1879 годах был главным редактором Åbo Posten .
Нервандер был секретарем Архитектурного комитета г. Турку (1875—1879).
Нервандер считается первым романистом Финляндии. Был хорошим другом Алексиса Киви, основоположника реалистической литературы на финском языке.
Автор произведений по истории культуры, географии, мемуаров, путевых заметок, работ, связанные с церковным искусством и критических обозрений. Опубликовал около 80 работ, сотрудничал со многими печатными изданиями. В молодости использовал псевдоним Emlekyl.
Кроме журналистской и писательской деятельности, сферой научных исследований Эмиля Нервандера являлась живопись, и в первую очередь — живопись эпохи Средневековья. Он считается одним из основателей Финского общества древностей (Suomen Muinaismuistoyhdistys). Э. Нервандер принимал участие в документировании художественно-исторического материала, относящегося к Средним векам. Им также была проделана большая работа по реставрации произведений церковного искусства. Эмиль Нервандер, один из первых исследователей финских фресок, заключал,
что росписи, открытые в Ноусиайнен в 1880-м году, совершенно особые.
Современники Э. Нервандера подвергали критике методы его работы.

## Избранная библиография
- Vid Anjala : romantisk skådespel från 1788 : i fem akter. Helsingfors. 1863
- Dikter. 1-2 / af Emlekyl. Helsingfors. 1869—1873. (Стихи)
- Berättelser från Finland / af Emlekyl. Åbo: Förf. 1877.
- Finska bilder : ett album. Helsingfors: Edlund. 1887.
- «Min lilla gosse» : skådespel i en akt. Helsingfors. 1899
- «Efter femtio år» : dikter. Björneborg: Ronelius. 1907.(Стихи)